# Apia Park
Der Apia Park ist ein multifunktioneller Sportkomplex in Apia, der Hauptstadt Samoas. Es ist das Heimstadion der samoanischen Rugby-Union-Nationalmannschaft.
Der Komplex beinhaltet ein Stadion mit einer Kapazität von 8000 Plätzen, eine Turnhalle, einen Tennis- und einen Netballplatz.

## Geschichte
Das Stadion wurde 1924 eröffnet und beheimatete als erstes Event ein Rugbyspiel gegen Fidschi. 2015 wurde das Stadion einer mehrere Millionen Tala teuren Renovierung durch die Shanghai Construction Group unterzogen, für ein historisches Spiel gegen die All Blacks als Teil der Vorbereitung beider Teams für die Rugby-Union-Weltmeisterschaft 2015. Gleichzeitig wurde die Kapazität aus Sicherheitsgründen von 12.000 auf 8.000 Plätze reduziert.

## Events
2007 war der Apia Park der Hauptaustragungsort der Südpazifikspiele 2007, bei denen man Leichtathletik, Tischtennis, Badminton, Bowls, 7er-Rugby und Touch Rugby im Stadion austrug. Zudem soll es erneut für ein internationales Event dienen – die Eröffnungs- und Schlussfeier der Commonwealth Youth Games 2015 –, und es war Austragungsort von Leichtathletik-, Rugby-League- und Tenniswettbewerben.